# Adesmia trifoliolata
Adesmia trifoliolata är en ärtväxtart som beskrevs av William Jackson Hooker och George Arnott Walker Arnott. Adesmia trifoliolata ingår i släktet Adesmia och familjen ärtväxter. IUCN kategoriserar arten globalt som livskraftig.

## Underarter
Arten delas in i följande underarter:
- A. t. epunctata
- A. t. trifoliolata